# Кощеев, Анатолий Константинович
Анатолий Константинович Кощеев (род. 10 мая 1938) — советский футболист, нападающий. Тренер.

## Биография
Начинал играть в футбол в Сталиногорске во дворе в начале 1950-х. Выступал в команде «Энергия». Был капитаном юношеской сборной Московской области. В 1956—1957 годах играл за сталиногорский «Химик» в КФК. С 1958 года стал играть за эту команду, называвшуюся «Труд» (впоследствии — «Шахтёр» и «Химик») в классе «Б» (вначале — вторая по силе лига первенства СССР, с 1963 года — третья). За 10 лет в 270 матчах забил 86 голов.
Приглашался в ленинградский «Зенит», но отказался так как обучался в МХТИ. Был на сборах в Риге, но не подошел влажный климат. В Луганске Кощееву предлагали большую зарплату, квартиру, дачу, но квартиру дали и в Новомосковске. В 29 лет получил травму, завершил карьеру в командах мастеров и играл за команды Тульской области.
В новомосковской команде работал начальником команды (1973), главным тренером (1973, 1993). Был тренером в тульском ТОЗе, главным тренером в «Темпе» Кимовск (1984—1992, 1994—1995).

## Семья
Сын Владимир (род. 1959) также футболист.